# ウィ・アー・ザ・ワールド
「ウィ・アー・ザ・ワールド」（英語: We Are The World）は、1985年にアメリカで発売された歌で、著名なアーティストが「USAフォー・アフリカ」として集結して完成させた。リメイクされた『ウィ・アー・ザ・ワールド：25 フォー・ハイチ』についてもこの項目について解説する。

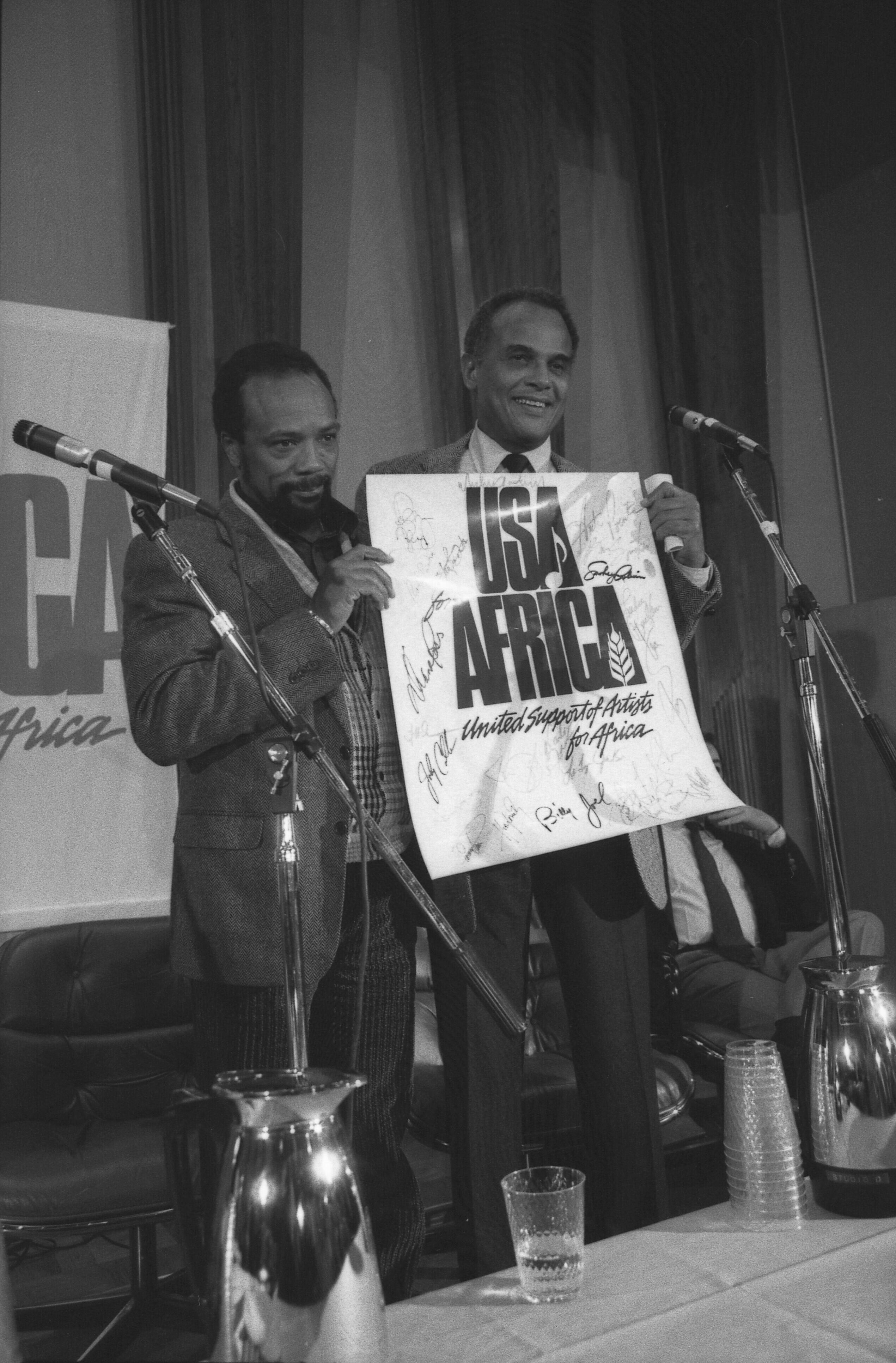
提唱者のハリー・ベラフォンテ（右）と、クインシー・ジョーンズ

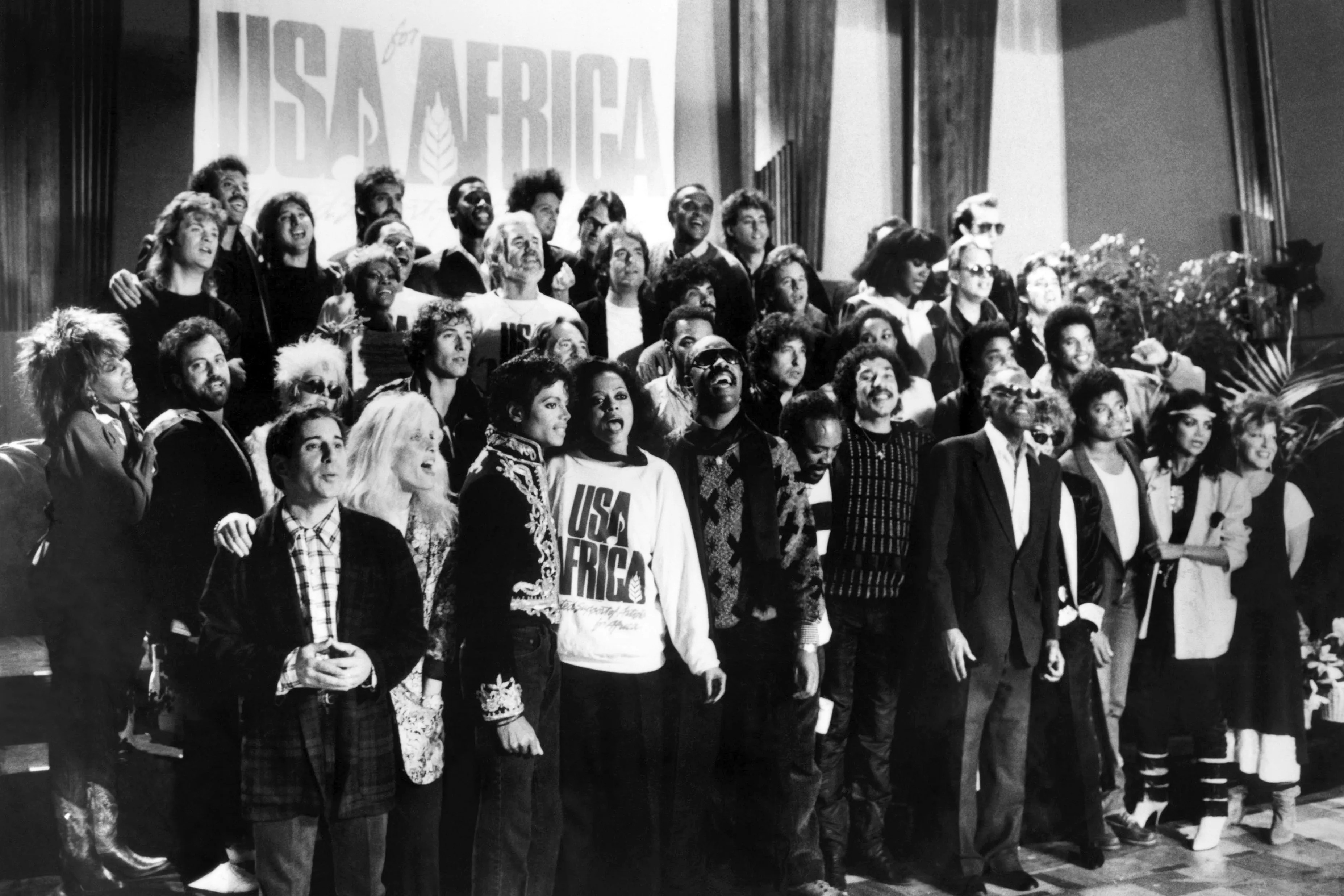
USA For Africa supergroup, featuring all musicians in a promotional photo.

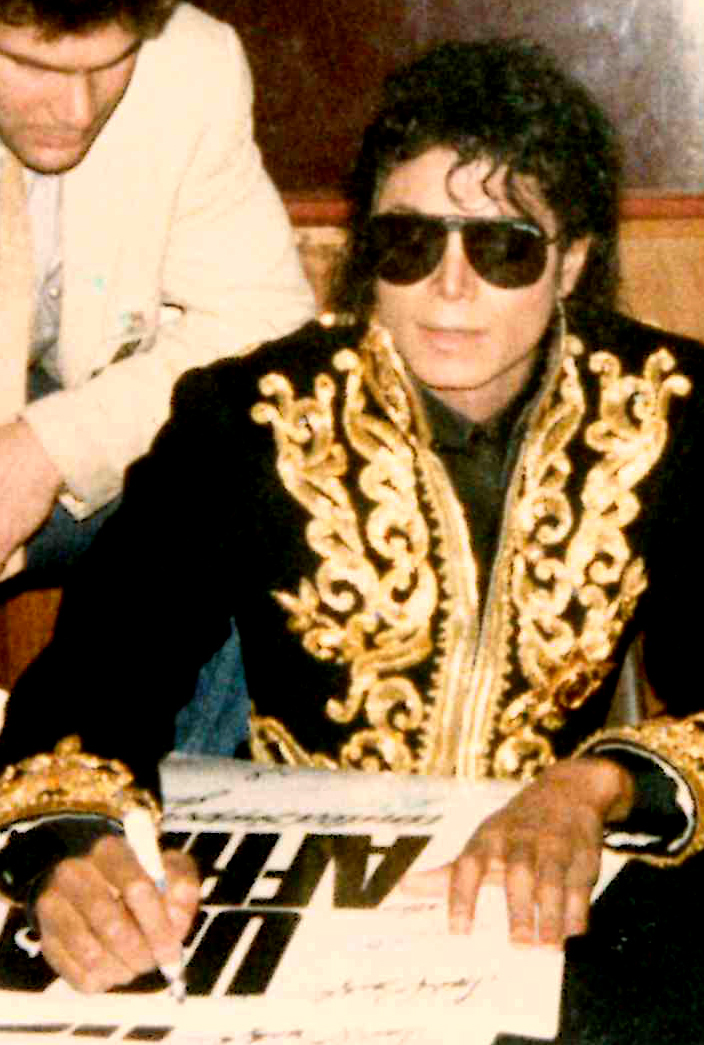
サインをするマイケル・ジャクソン

## 概要
ハリー・ベラフォンテの構想をもとに、大物アーティストのマネージャーとして知られる芸能プロデューサーのケン・クレイガンに裏の調整役として協力を求め、イギリスで活躍するミュージシャン、ボブ・ゲルドフが提唱したバンド・エイドの成功に触発されてアフリカの飢餓と貧困層を解消する目的で作られたキャンペーン・ソング。
作詞・作曲はマイケル・ジャクソンとライオネル・リッチーが共作で行い、プロデュースはクインシー・ジョーンズが担当した。
本楽曲の日本国内での取扱いは、1985年4月12日に7インチ（07SP 880）と12インチ（12AP 3021）のシングル2形態、同年5月3日にはLP（28AP 3020）とコンパクトカセット（28KP 1220）の4アイテムがCBS・ソニーから、同年7月25日にはコンパクトディスク（P33M 29001）がポリグラムからリリースされた。
レコーディング時にドキュメンタリーも制作され、ビデオになり全世界で販売された。2004年には20周年記念DVD-Videoとして「We Are The World THE STORY BEHIND THE SONG」がリリースされた。
また、トレーナーやTシャツなどの関連グッズも販売され、これらによるすべての印税がアフリカの飢餓と貧困層解消のためにチャリティーとして寄付された。
更に2006年、2009年、2010年、2015年（以上すべてハピネット）にはDVD付CDがリリースされ、CDには同曲とそのカラオケが収録。歌入りの方は、12インチ・シングルでリリースされたスペシャル・ロング・バージョンが、カラオケの方は7インチ・シングルバージョンが収録されている。
なお、オールチャリティと言われているが、一通り活動が終わった後に参加者に24金のピンバッジが配られたと、当時（85~86年頃）のホール&オーツの雑誌インタビュー（FM STATION）の中で語られている。
参加アーティストの数が45人と多い上に、非常に豪華な顔ぶれのため、公のコンサートでロング・バージョンがフル・コーラスで歌われたのは1985年「ライブ・エイド」、2001年のマイケル・ジャクソンのソロ活動30周年記念コンサート、2009年7月7日のマイケル・ジャクソン公開追悼式の3回である。

## レコーディング
このセッションの数日前の1月22日、ケニー・ロジャースが所有するライオン・シェア・スタジオにてクインシー・ジョーンズ、マイケル・ジャクソン、ライオネル・リッチー、スティーヴィー・ワンダーが集まって先行レコーディングを行い、翌日にマイケル・ジャクソン、ライオネル・リッチーによるデモテープが完成、参加者に送られた。
1985年1月28日の夜、第12回アメリカン・ミュージック・アワード直後、アメリカのみならず当時の世界のポップス界を代表する45人が、ハリウッドのA&Mスタジオ（現・ジム・へンソン・カンパニー・ロット）に集結してレコーディングされた。
この夜、マイケル・ジャクソンはアメリカン・ミュージック・アワードを欠席、一足先にコーラスの目安に使うためのガイド・ボーカルの録画を行っていた。21時を過ぎると、続々とアーティストが到着。ライオネル・リッチーはアメリカン・ミュージック・アワードの司会、シンディ・ローパー、ティナ・ターナーは歌唱と、多くのアーティストがこの授賞式から直行であった。
22時、クインシー・ジョーンズの提案で、先ず45人のアーティストが全員でユニゾンとハーモニーのパートを録音。
そしてコーラスの間のソロ・ボーカルの録音は、約20人のアーティストによって翌日早朝4時に始まり、午前8時にようやくすべてのレコーディングが終了した。

## 逸話
- 当初、マイケルが自身のヴォーカルをバックに参加アーティストがコーラスを取る形を提案していたが、プロデューサーのクィンシー・ジョーンズがその提案を却下している。
- 誰を参加させるかについて検討していたとき、最初に選ばれたのはジャーニーのスティーヴ・ペリーで、「Voice of America（アメリカの声）をイメージさせるという理由だった。
- マイケルの姉であるラトーヤは参加したが、妹のジャネット・ジャクソンには声をかけるのを忘れていたため参加できなかった。マイケルはそのことを後悔している。
- プリンスも参加予定だったが結局欠席し、彼が歌う予定だったパートはヒューイ・ルイスが担当した。
- スタジオでは参加者から歌詞や細かいメロディの変更が幾度となく提案があり、スティービー・ワンダーがスワヒリ語のコーラスを入れたいと言いだしてひと悶着あり、これにウェイロン・ジェニングスは反対してスタジオを去った。また、スワヒリ語の件は却下となった。尚、スワヒリ語はエチオピアでは使用されていない。

## 売上とランキング
1985年当時、アメリカ国内だけでシングル400万枚、アルバム300万枚を売上。最終的にはアメリカだけで800万枚のシングル（7インチと12インチの2形態）が売れ、全世界では2000万枚以上の売上を記録している。シングル・アルバム・ビデオの合計で6300万ドルの収入となり、すべての印税はチャリティーとして寄付された。ビルボード（Billboard）誌では、1985年4月13日より4週連続で1位を獲得。1985年ビルボード誌年間ランキングでは、第20位。

## 参加アーティスト
※出典
五十音順
- アル・ジャロウ（2017年没）
- ウィリー・ネルソン
- ウェイロン・ジェニングス（2002年没）
- キム・カーンズ
- クインシー・ジョーンズ（プロデューサー及び指揮）（2024年没）
- ケニー・ロギンス
- ケニー・ロジャース（2020年没）
- ジェフリー・オズボーン
- ジェームス・イングラム（2019年没）
- ジャッキー・ジャクソン
- シンディ・ローパー
- シーラ・E
- スティーヴィー・ワンダー
- スティーヴ・ペリー
- スモーキー・ロビンソン
- ダイアナ・ロス
- ダリル・ホール&ジョン・オーツ
- ダン・エイクロイド
- ディオンヌ・ワーウィック
- ティト・ジャクソン（2024年没）
- ティナ・ターナー（2023年没）
- ハリー・ベラフォンテ（2023年没）
- ヒューイ・ルイス&ザ・ニュース
- ビリー・ジョエル
- ブルース・スプリングスティーン
- ベット・ミドラー
- ポインター・シスターズ(収録時3人の内2人が没)
- ボブ・ゲルドフ
- ボブ・ディラン
- ポール・サイモン
- マイケル・ジャクソン（2009年没）
- マーロン・ジャクソン
- ライオネル・リッチー
- ラトーヤ・ジャクソン
- ランディ・ジャクソン
- リンジー・バッキンガム
- レイ・チャールズ（2004年没）

### 備考
- 2016年に没したプリンスは参加メンバーではないが、実際には出演を頼み、プリンスファミリーのシーラ・Eは参加したものの、本人はトラブルに巻き込まれ収録時間に間に合わずキャンセルされた。レコード発売当時は、プリンスが参加を嫌がったため、わざとボディーガードに騒ぎを起こさせ、キャンセルしたのではないかと邪推する報道もあった[要出典]。ただし、その後プリンスはアルバム盤に楽曲を提供 (4 the Tears in Your Eyes) したほか、自らのアルバムとの競合を避けるため発売を延期し、またギター演奏での参加を申し出たが、クインシー・ジョーンズはこの申し出を断った[14]。
- 参加者の中で唯一歌手ではないコメディアンのダン・エイクロイドは、当時スタッフから「多くの著名人に出演依頼を伝えること」を請け負ったタレントマネジメント業者のケン・クラーゲンという人物がいたのだが、たまたまこのクラーゲンにエイクロイドが面会依頼していたため、クラーゲンがオファーしたケニー・ロジャース、キム・カーンズらと共にプロジェクト参加することとなった[14]。

## リード・ボーカルの歌唱順（ロング・バージョン）
- 1A：ライオネル・リッチー、スティーヴィー・ワンダー、ポール・サイモン
- 1A'：ケニー・ロジャース、ジェームス・イングラム、ティナ・ターナー、ビリー・ジョエル
- 1B：マイケル・ジャクソン、ダイアナ・ロス
- 2A：ディオンヌ・ワーウィック、ウィリー・ネルソン、アル・ジャロウ
- 2B：ブルース・スプリングスティーン、ケニー・ロギンス、スティーヴ・ペリー、ダリル・ホール
- C：マイケル・ジャクソン、ヒューイ・ルイス、シンディ・ローパー、キム・カーンズ
- repeat1：ボブ・ディラン
- repeat2：レイ・チャールズ
- repeat3：スティーヴィー・ワンダー、ブルース・スプリングスティーン
- repeat4：ジェームス・イングラム、レイ・チャールズ

## 演奏ミュージシャン
- シンセサイザー - デヴィッド・ペイチ
- ピアノ - グレッグ・フィリンゲインズ
- シンセサイザー、プログラミング - マイケル・ボーディッカー（英語版）
- パーカッション - パウリーニョ・ダ・コスタ
- ベース - ルイス・ジョンソン
- キーボード - マイケル・オマーティアン
- キーボード - グレッグ・フィリンゲインズ
- ドラムス - ジョン・ロビンソン（英語版）

## 発売履歴
※　日本発売分のみ
| 発売日         | レーベル       | 規格     | 規格品番   | 備考                                                                     |
| -------------- | -------------- | -------- | ---------- | ------------------------------------------------------------------------ |
| 1985年4月12日  | CBS・ソニー    | EP       | 07SP-880   | 途中でフェードアウトするショート・バージョン、B面はQuincy Jones「Grace」 |
| 1985年4月12日  | CBS・ソニー    | 12インチ | 12AP-3021  | 12インチシングル、B面はEPに同じ                                          |
| 1985年5月3日   | CBS・ソニー    | LP       | 28AP-3020  |                                                                          |
| 1985年5月3日   | CBS・ソニー    | CT       | 28KPｰ1220  |                                                                          |
| 1985年7月25日  | ポリグラム     | CD       | P33M-29001 |                                                                          |
| 2006年9月29日  | ドリームタイム | DVD      | JPBR-11801 |                                                                          |
| 2009年7月17日  | ハピネット     | DVD      | HMBR-1057  |                                                                          |
| 2009年10月21日 | ドリームタイム | DVD      | JPBR-11001 |                                                                          |
| 2010年1月26日  | ハピネット     | DVD      | HMBR-1065  |                                                                          |
| 2010年1月26日  | ハピネット     | CD＋DVD  | HMBR-1067  |                                                                          |
| 2015年1月28日  | ハピネット     | CD＋DVD  | HMBR-1097  | オリジナル「30周年記念ステッカー」封入・期間限定                         |

## ウィ・アー・ザ・ワールド：25 フォー・ハイチ
2010年1月12日に発生したハイチ地震による被災者支援のため、クインシー・ジョーンズとライオネル・リッチーが同年2月1日に「We Are The World 25 Years for Haiti」として再レコーディングを行った。
レコーディングは当初、この曲が25周年となる同年1月28日に予定されていたが、より多くのアーティストの参加を募るため、同年第52回グラミー賞授賞式後にロサンゼルス市内にあるスタジオで行われた。
新たにナタリー・コール、アッシャー、ジョン・レジェンドを始めとするアーティスト達がこのレコーディングへ参加、ジャネット・ジャクソンはマイケル・ジャクソンの代役として別収録を行う。
哀悼の意を込め、1985年版のマイケル・ジャクソンのパートは代役を使用せず、当時のボーカルトラックをそのまま使用している。
レコーディングの時点で多くのアーティストが、1985年のオリジナル版についてコメントした。R&B歌手ジョーダン・スパークスはオリジナルの発売後に生まれたが、歌が彼女に「多大な影響」を与えたことを明らかにした。セリーヌ・ディオンは再録版がハイチの人々の為だけでなく、「困っている人々を助けるためにあったマイケル・ジャクソンの“情熱”」を記憶するのに用いられると発言した。クインシー・ジョーンズとライオネル・リッチーもディオンと同様の意見を持つとし、「もしマイケルが生きていたならば、四半世紀前と同じような行動を起こしたかっただろう」と述べた。

### 参加者
プロデューサー
- クインシー・ジョーンズ
- ライオネル・リッチー

ソリスト（登場順）
| - ジャスティン・ビーバー - ニコール・シャージンガー - ジェニファー・ハドソン - ジェニファー・ネトルズ - ジョシュ・グローバン - トニー・ベネット - メアリー・J. ブライジ - マイケル・ジャクソン（ストック音源のみ） - ジャネット・ジャクソン - バーブラ・ストライサンド - マイリー・サイラス - エンリケ・イグレシアス | - ジェイミー・フォックス（レイ・チャールズの代役として） - ワイクリフ・ジョン - アダム・レヴィーン - P!NK - ビービー・ワイナンズ - アッシャー - セリーヌ・ディオン - オリアンティ（ギター） - ファーギー - ニック・ジョナス - トニー・ブラクストン - メアリー・メアリー | - アイザック・スレイド - リル・ウェイン - カルロス・サンタナ（ギター・ソロ） - エイコン - T-ペイン - LL・クール・J - ウィル・アイ・アム - スヌープ・ドッグ - バスタ・ライムス - スウィズ・ビーツ - アイヤズ - カニエ・ウェスト |

コーラス
| - パティ・オースティン - ビジー・ボーン - イーサン・ボートニック - ジェフ・ブリッジス - ザック・ブラウン - ブランディ - クリスチャン・ブッシュ - ナタリー・コール - ハリー・コニック・ジュニア - ヘイデン・パネッティーア - キッド・カディ - フェイス・エヴァンス - メラニー・フィオナ - ショーン・ギャレット - タイリース・ギブソン - アンソニー・ハミルトン | - ケリー・ヒルソン - ジュリアン・ハフ - インディア・アリー - ランディ・ジャクソン - タジ・ジャクソン - タリル・ジャクソン - TJ・ジャクソン - ジミー・ジャン=ルイ - ジョー・ジョナス - ケヴィン・ジョナス - グラディス・ナイト - ベンジー・マッデン - ジョエル・マッデン - キャサリン・マクフィー - ジェイソン・ムラーズ - フィリップ・ベイリー | - マイア - フリーダ・ペイン - A・R・ラフマーン - ラファエル・サディーク - トレイ・ソングス - ミュージック・ソウルチャイルド - ジョーダン・スパークス - ロビン・シック - アレックス・ウィリアムズ - ロブ・トーマス - ヴィンス・ヴォーン - アン・ウィルソン - ブライアン・ウィルソン - アル・ジャーディン - ナンシー・ウィルソン - ヴァーダイン・ホワイト |

### リード・ボーカルの歌唱順
- 1A：ジャスティン・ビーバー、ニコール・シャージンガー、ジェニファー・ハドソン、ジェニファー・ネトルズ
- 1A'：ジョシュ・グローバン、トニー・ベネット、メアリー・J. ブライジ
- 1B：マイケル・ジャクソン＆ジャネット・ジャクソン、バーブラ・ストライサンド
- 2A：マイリー・サイラス、エンリケ・イグレシアス、ジェイミー・フォックス
- 2B：ワイクリフ・ジョン、アダム・レヴィーン、P!NK、ビービー・ワイナンズ
- C：マイケル・ジャクソン、アッシャー、セリーヌ・ディオン、ファーギー
- repeat1：ニコール・シャージンガー、ニック・ジョナス、トニー・ブラクストン
- repeat2：メアリー・メアリー、アイザック・スレイド、リル・ウェイン
- repeat3：エイコン
- repeat4：T-ペイン、ジェイミー・フォックス
- Rap1：LL・クール・J、スヌープ・ドッグ、バスタ・ライムス、スウィズ・ビーツ、アイヤズ、ウィル・アイ・アム、ジェイミー・フォックス、ニプシー・ハッスル、ワイクリフ・ジョン
- repeat5：ジェニファー・ハドソン、メアリー・メアリー
- Rap2：カニエ・ウェスト、ウィル・アイ・アム

## コロナウイルスのパンデミックにおけるウィー・アー・ザ・ワールド
新型コロナウイルス感染症の流行 (2019年-)を受けて、ライオネル・リッチーがウィー・アー・ザ・ワールドの再レコーディングを行う意向を示している。しかし、アメリカでは外出禁止令が出ているため、多人数で1つの場所に集まってレコーディングを行う事は難しいとも話している。

## カバー曲
- 『We Are The World 25 For Haiti (YouTube Edition)』(2010年)　YouTubeにおいて、2009年2月20日に発表された。同月1日の「We Are The World 25 Years for Haiti」発表の際、クインシー・ジョーンズとライオネル・リッチーより、YouTubeコミュニティに対して同様のリメイク制作の提案があったことに応じたもの。カナダのシンガーであるLisa Lavie (lisalavie1)が57人の優れたシンガーをYouTubeコミュニティから選別、ビデオを一箇所に集め編集した。wearetheworldfoundationへのアクセスを呼びかけている。
- 他にも、パンクアレンジのカバー等がある。

## 発展文献
- 『ウィ・アー・ザ・ワールドの呪い』NHK出版、2015年。ISBN 4140884673。